# Olivier van den Tympel

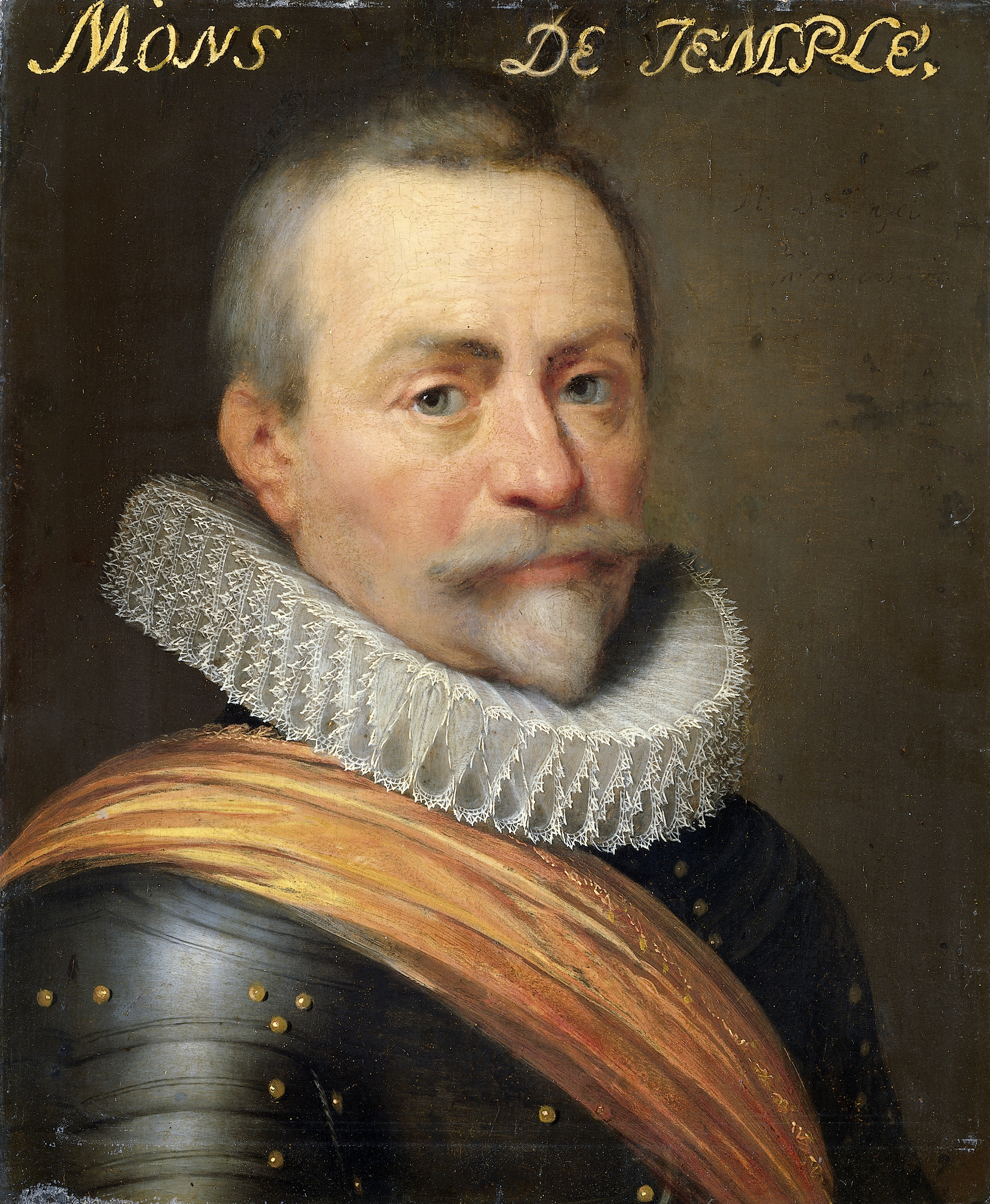
Portret van Olivier van den Tempel (1540-1603), heer van Corbeecke; maker onbekend

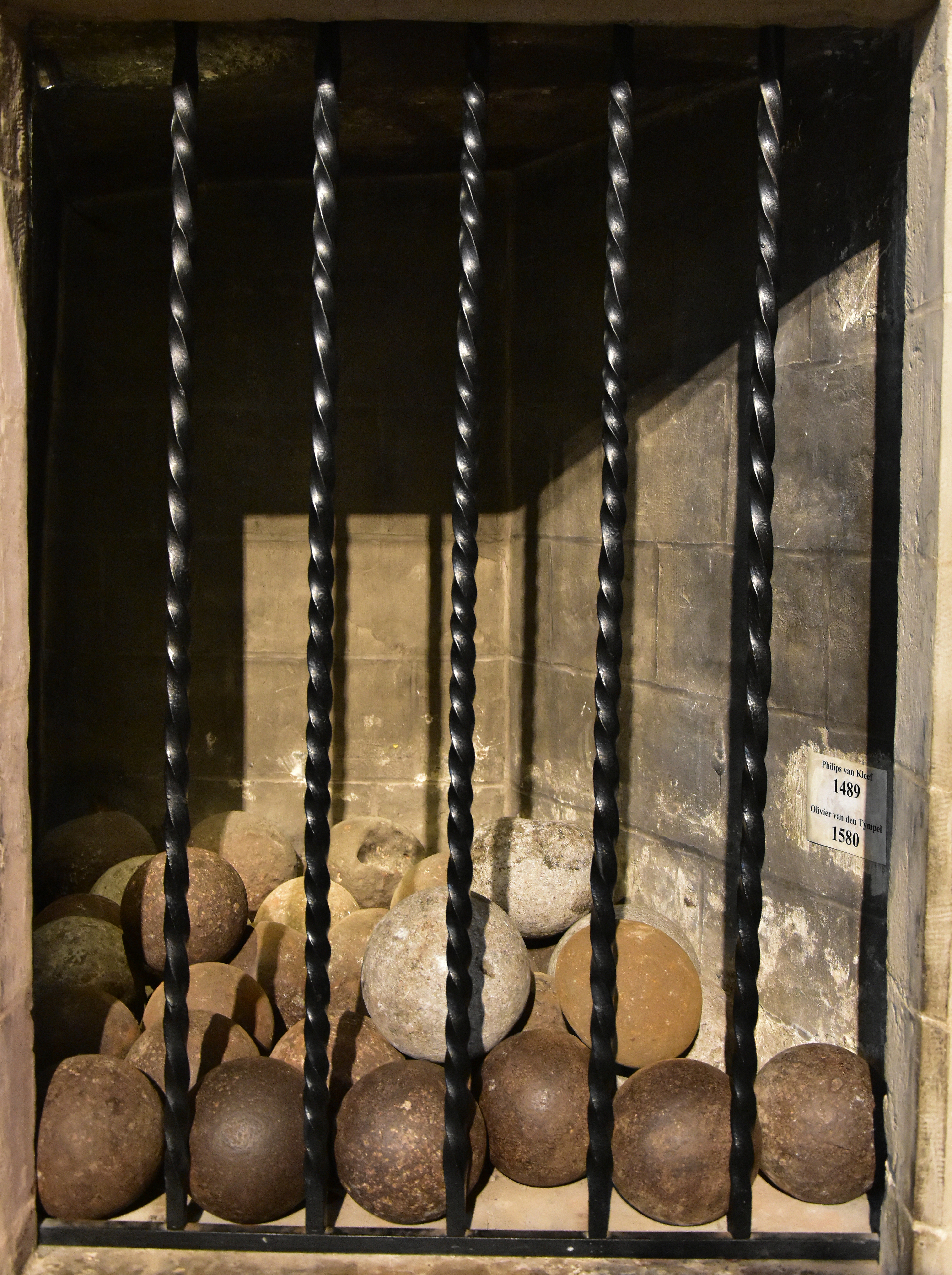
Projectielen gebruikt door Olivier van den Tympel in Halle in 1580

Olivier van den Tympel of van den Tempel (1540 - Vlijmen, 1603) stamde uit een aanzienlijk Brabants geslacht. Hij droeg de titel heer van Korbeek en was officier in het leger van Willem van Oranje.

## Levensloop
Hij trad in Oranje's dienst in 1573 tijdens de Tachtigjarige Oorlog. In Gent veroverde hij het Spanjaardenkasteel (1576). Daarna werd hij militair gouverneur van de zogeheten Brusselse republiek, na de triomfantelijke intocht van de prins op 23 september 1577. 
Op 9 april 1580 leidde Van den Tympel de inname van het naburige Mechelen, met de steun van Engelse troepen, die de Mechelse burgerwacht en de schuttersgilden buiten gevecht stelden. Daarna volgde een plundering die bekend is geworden als de Engelse furie.
Op 9 en 10 juli 1580 probeerde Van den Tympel met troepen van Oranje hetzelfde met het toen Henegouwse, nu Vlaams-Brabantse stadje Halle.  De bedoeling was de Spanjaarden te bestrijden, de hele omgeving van Brussel aan te sluiten bij de onafhankelijkheidsgezinde Nederlanden, én -naar verluidt- de rijke buit te vergaren die in het katholieke bedevaartsoord Halle te wachten lag. De belegering van Halle liep echter op een mislukking uit. Op 9 juli raakten ze de stad niet in omdat hun stormladders te kort waren gemaakt. Per vergissing hadden de belegeraars Henegouwse voeten voor de kleinere Brabantse gehouden. De volgende dag werden ze afgeweerd omdat de stad een tweede aanval verwachtte en voorbereid was. 
Olivier voerde onder meer de troepen aan die in 1581 de stad Eindhoven voor de Staatsen veroverden. In 1582 werd Aalst voor de Staatsen veroverd tijdens de inname van Aalst. 
Het calvinistische bewind te Brussel duurde van 1577 tot 1585, toen Van den Tympel de belegerde stad aan de Spaanse troepen van Alexander Farnese moest overgeven. Hij kreeg met zijn garnizoen een vrije aftocht naar Utrecht.
In 1597 trad hij in dienst van prins Maurits als superintendant in diens krijgsraad. Twee jaar later was hij in Duitse dienst. Hij was betrokken in de Keulse Oorlog, pacificeerde in 1600 het oproerige Groningen en streed in de slag bij Nieuwpoort.
In 1603 lagen muitende Hoogstraatse soldaten in het Land van Cuijk. Deze hadden de Spaanse krijgsman markgraaf van Malaspina gevangengenomen. Olivier heeft samen met Malaspina een maaltijd met prins Maurits genoten te Vught en reed toen samen met hem weer terug naar Vlijmen, waar de muiters lagen. Tijdens deze rit vloog een kanonskogel uit 's-Hertogenbosch bij toeval door de buiken van de paarden van het tweetal en brak van beide heren de benen. Van den Tympel stierf nog dezelfde dag en werd begraven in de Grote Kerk van Heusden. Malaspina verloor beide voeten en moest voortaan op krukken lopen. 

## Portretten
Olivier van den Tympel werd afgebeeld op een portret dat afkomstig is uit het atelier van Jan Antonisz. van Ravesteyn en dat hing in Huis Honselaardijk, maar nu te bewonderen in het Rijksmuseum, Amsterdam. Het schilderij dateert van omstreeks 1620. Er bestaat een tweede versie van.

## Publicatie
- Verclaringhe ghedaen by Jonckeren Olivier vanden Tymple, Gouverneur ende Capiteyn generael binnen der stadt Bruessel, opden derden September 1579